# 海吉哈特圣雅各布
海吉哈特圣雅各布是匈牙利沃什州所辖的一个村，总面积9.47平方公里，总人口274，人口密度28.9人/平方公里（2010年1月1日）。